# مسعود حاجی آخوندزاده
مسعود حاجی آخوندزاده یک جودوکار ایرانی است. آخوندزاده در نهم اردیبهشت ۱۳۵۷ (۲۹ آوریل ۱۹۷۸) در شهر مشهد به دنیا آمد، در همان سنین کودکی با جودو آشنا شده و به صورت حرفه‌ای پیگیر ورزش شد. او در خانواده ای بزرگ شد که ورزش از جایگاه مناسبی برخوردار بود. یک برادر جودوکار و یک برادر فوتبالیست موید این ادعاست

## المپیک ۲۰۰۸ پکن
حاجی آخوندزاده در وزن ۶۰- کیلوگرم در مسابقات المپیک تابستانی پکن شرکت کرد.
او در المپیک پکن با دو برد برابر جودوکاران اسلوونی، آرژانتین و دو باخت در برابر نمایندگان ازبکستان و کره جنوبی به مقام پنجم رسید.

## مربیگری تیم ملی
اواخر سال ۱۳۸۷ شورای فنی فدراسیون جودو تصمیم گرفت که مسعود حاجی آخوندزاده از این پس با عنوان مربی در کنار تیم ملی بماند و از تجربیات خود برای پرورش جودوکاران نوجوان استفاده نماید.
طبق نظر نهایی جلسه کمیته فنی فدراسیون جودو که در ۲۱ اسفند ۱۳۹۲ برگزار شد مسعود حاجی آخوندزاده به سرمربیگری تیم ملی بزرگسالان انتخاب شد.